# Бедредин Ибраими
Бедредин Ибраими (на албански: Bedredin Ibrahimi) е политик от Северна Македония.

## Биография
Роден е през 1952 година в тетовското село Мала речица. Завършва Юридическия факултет на Прищинския университет. Ибраими е сред основателите на Народната демократична партия. След като се обединява партията с Демократическата партия на албанците, е избран за генерален секретар на новата партия. По-късно е секретар на общинския съвет на Тетово. В периода 1998 – 2002 година е министър на труда на Република Македония. Отделно е вицепремиер в същото правителство.